# Kuikuros

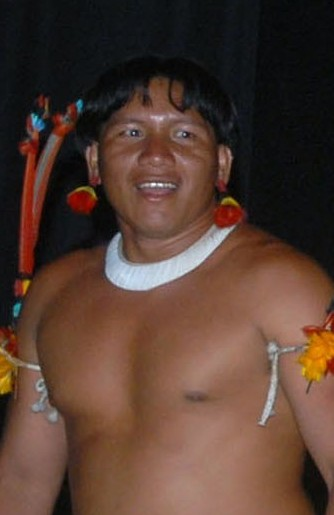
Kuikúro, Mato Grosso.

Les Kuikuro sont l'un des 17 peuples amérindiens à habiter le parc Indigène du Xingu dans le Haut-Xingu au Mato Grosso, sur le territoire du Brésil. Ils font partie du complexe culturel du Haut-Xingu. 

## Structure sociale
Actuellement, les Kuikuro sont dirigés par Afukaka Kuikuro et Aritana Yawalapiti, qui portent le titre de cacique. Le statut de chef se transmet de père en fils et s'obtient en gagnant des combats lors du Quarup, ou fête des morts. La société est massivement chamanique.

## Langue
Les Kuikuro parlent à la fois le portugais et le kuikuro, une langue de la famille linguistique caribe qu'ils partageant avec les Matipu.

## Démographie
Les Kuikuro sont 653 en 2014 (selon SIASI/SESAI) et vivent majoritairement dans trois villages : Ipatse, Ahukugi et Lahatuá, avec une cinquantaine de personnes vivant dans un village Yawalapiti.

## Culture
La majorité de la culture se transmet par les chants.

### Architecture

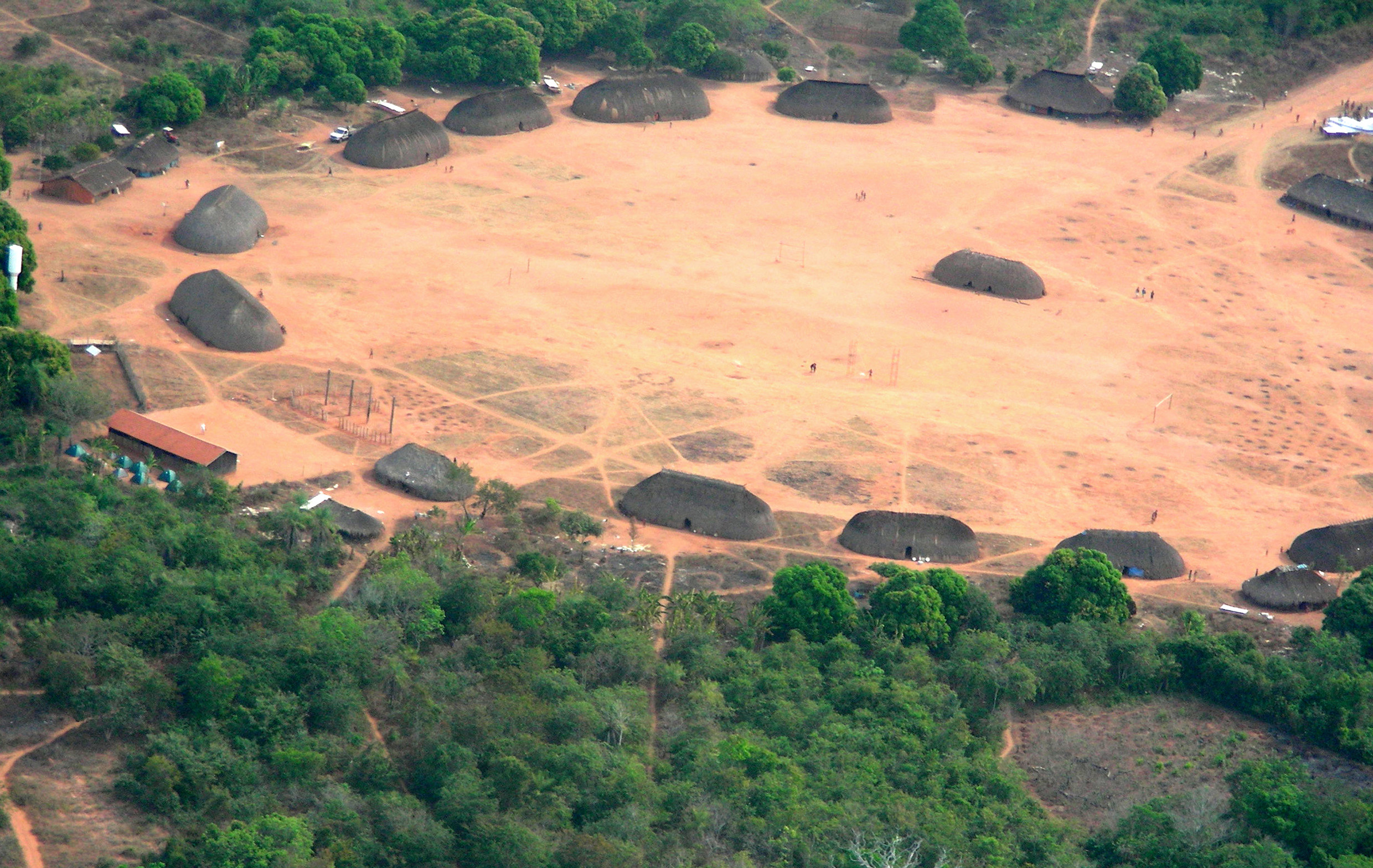
Village d'Ipatse.

Les vastes habitations sont nommées des ocas. L'agencement d'un village est caractérisé par une vaste place centrale entourée d'un cercle d'habitations.

### Symbolisme
Le jaguar et le crocodile symbolisent le pouvoir des chefs. 

### Cinéma
Depuis 2004, à l'initiative d'Afukaka, les Kuikuros filment leurs rituels et mythes afin de préserver leur culture et la transmettre aux jeunes générations.
Leurs films, par exemple Itão Kuẽgü: As Hiper Mulheres (Les Hyper-femmes, 2011) sont projetés dans divers festivals de par le monde.

### Alimentation
Les aliments de base sont le manioc et le péqui. Le biju, plat fait à partir de farine de manioc, est servi au petit déjeuner.